# Синдром китайського ресторану
Синдро́м кита́йського рестора́ну (англ. Chinese restaurant syndrome; також - Chinese food syndrome; monosodium glutamate symptom complex, ще відомий як синдром глутамата натрію, синдром китайської їжі, моносодіуму глтамату симптомокомплекс) — клінічний розлад, що містить набір симптомів, які включають головний біль, почервоніння обличчя, посилене потовиділення, відчуття дискомфорту в ротовій порожнині. Існує точка зору, що причиною синдрому є глутамат натрію, яким начебто зловживають в ресторанах китайської їжі, однак ряд проведених наукових досліджень це спростовує.
У ряді випадків виникають серйозніші симптоми: запалення горла, біль у грудях, прискорене серцебиття, задишка.
У більшості людей легкий синдром китайського ресторану проходить без серйозної шкоди для організму.

## Історичні відомості
У квітні 1968 року Роберт Хо Мен Квок, написавши листа Журналі медицини Нової Англії, ввів термін «синдром китайського ресторану». У цьому листі він заявив:
«Я відчув дивні симптоми, коли я їв в китайському ресторані, особливо споживаючи північнокитайську кухню. Синдром, який зазвичай починається від 15 до 20 хвилин після того, як я з'їв першу страву, триває близько двох годин. Найбільш виражені симптоми: оніміння в шиї, що поступово переходить в руки і спину, загальна слабкість і прискорене серцебиття…»
У 1969 році причиною «синдрому китайського ресторану» стали вважати підсилювач смаку глутамат, в основному завдяки широко цитованій статті «Натрій L-глутамат: його фармакологія та роль в синдромі китайського ресторану», яку опублікував журнал Science. Синдром часто стали скорочено називати CRS, «синдром харчування китайською їжею» і «симптомокомплекс моносодіуму глутамату».
Симптоми, що пов'язують з «синдромом китайського ресторану», досить часто зустрічаються і є неспецифічними. Це печіння, оніміння, поколювання, відчуття тепла, тиск, напруга, або біль у грудях, головний біль, нудота, прискорене серцебиття, бронхоспазм у людей хворих на астму, сонливість і слабкість.
Хоч багато людей вважають, що глутамат натрію є причиною цих симптомів, але таке не довели у жодному з доказових, мультіцентрових плацебо-контрольованих дослідженнях, навіть коли досліди проводили з людьми, які були переконані, що вони чутливі до глутамату натрію.